# Lucía Abello
Lucía Abello Abello (Doñihue, Xile, 19??) és una bibliotecària i botànica xilena. Participa en cursos i seminaris i és conferenciant internacional.
Abello va ser, durant gairebé 26 anys, la directora de la Biblioteca Pública Municipal de Doñihue i és, des de gener de 2020, la Coordinadora Regional de Biblioteques Públiques de Los Ríos. Abello i el seu equip fomenten un model de biblioteca basat en espais de trobada per a les comunitats, on es tracten molts temes que van més enllà del foment i promoció de la lectura i el llibre. Amb aquest concepte s'han desenvolupat projectes com el Jardín para las lecturas. No es tracta de llegir només el llibre, sinó de fer lectures del món, de l'entorn, de les persones, de tot allò que pertany a la quotidianitat. Les biblioteques es presenten com els veritables motors per al canvi. Un dels objectius d'Abello és promoure la lectura amb un enfocament de respecte pel medi ambient.
Abello va ser seleccionada per integrar el Programa de Formació Internacional Network of Emerging Library Innovators (INELI Iberoamèrica), que es va implementar en 10 països d'Iberoamèrica pel Centro Regional para el Fomento del Libro en América Latina y el Caribe (CERLAC), en associació amb la Fundació Germán Sánchez Ruipérez i la Fundació Bill i Melinda Gates. De la mateixa manera, va ser escollida pel Col·legi de Bibliotecaris de Xile per ser capacitadora per a Xile de l'International Advocacy Programme —ODS Agenda 2030 ONU— IFLA LAC, que busca visibilitzar el treball de les biblioteques de Xile i de les persones que hi treballen, amb èmfasi en les biblioteques públiques pel seu conoxeiment del impacte de las biblioteques en la Agenda 2030.
A més, com a part de la seva activitat, Abello, s'ha encarregat d'explorar, investigar, documentar i difondre la flora nativa de la seva regió i del seu país, així com els seus usos tradicionals.

## Premis i distincions
Lucía Abello ha rebut nombrosos premis i distincions, entre d'altres:
- Premi Bibliotecària Destacada pel Col·legi de Bibliotecaris de Xile, 2012.[8][9]
- Col·legi de bibliotecòlegs de Perú. Incorporació com a Membre Honorari (2014).[10]
- Seleccionada per integrar el Programa de Formació Internacional Network of Emerging Library Innovators (INELI- Iberoamèrica), que es va implementar en 10 països d'Iberoamèrica pel CERLALC, en associació amb la Fundació Germán Sánchez Ruipérez i la Fundació Bill i Melinda Gates.[2]
- Seleccionada pel Col·legi de Bibliotecaris de Xile per ser capacitadora de l'International Advocacy Programme (IAP - IFLA LAC - ODS i Agenda 2030 (2016).[2]
- Premi FILSA 2022 per la seva feina en el foment del llibre i la lectura[11]

## Publicacions
- Abello Abello, Lucía (2017) Curs de formació de Ecoguías a la comuna de Doñihue: Explorant altres formes de lectures que aporten als ODS d'Agenda 2030, des de la Biblioteca Pública Municipal de Doñihue, Xile. Paper presented at: IFLA WLIC 2017 - Wrocław, Poland - Libraries. Solidarity. Society. in Session 139 - Division V - Regions.[12]
- Abello Abello, Lucía i Reis Muñoz, Josefina (2017) Mapa de situació parcial de les biblioteques a Xile i com contribueixen a l'agenda 2030 a través de Bones Pràctiques Bibliotecàries (BPB). Paper presented at: IFLA WLIC 2017 - Wrocław, Poland - Libraries. Solidarity. Society. in Session 161 - Latin America and the Caribbean.[13]
- Abello Abello, Lucía (2011) Educació Ambiental des de la Biblioteca Pública: una necessitat imperiosa. 109 - Sustainable Innovation and green information for all - Environmental Sustainability and Libraries Special Interest Group. Paper presented at: IFLA WLIC 2011.[14]
- Abello Abello, Lucía i Ricci, Marcia Joies de Doñihue i la Reserva Nacional Roblería del Coure de Tallada.[15]
- Abello Abello, Lucía El paper de les biblioteques i els professionals de la informació amb relació a el consum cultural: Una breu reflexió. Biblios, 2006, n. 24.[16]
- Abello Abello, Lucía La biblioteca pública: un agent d'inclusió soci cultural. L'experiència de la Biblioteca Pública Municipal de Doñihue., 2006. In 1er Congrés Nacional de Biblioteques Públiques, Santiago (Xile), 08-10 novembre 2006.[17]
- Plantes Enfiladisses, epífites i paràsites Natives de Xile. Guia de camp / Alicia Marticorena, Diego Alarcón, Lucía Abello i Cristian Atala (2010). Concepció, Corma.[18]
- Plantes silvestres comestibles i medicinals de Xile i altres parts de món (2017) / Sebastià Be, Lucía Abello i Francisca Gálvez. Concepció, Corma.[19]
- Espais per a la creació: model per generar espais de creació a la teva biblioteca (2018) / Lucía Irene Abello Abello (Xile), Víctor Hugo Pau Juárez (Guatemala), Rafael Ruiz Pérez (Espanya) i Isabel Inês Veiga Vila (Portugal).[20]
- Biblioteques, Objectius de desenvolupament sostenible (ODS) i Agenda 2030 d'ONU: Breu selecció de Bones Pràctiques Bibliotecàries de Xile (2019) / Comissió IFLA Col·legi de Bibliotecaris de Xile (Lucía Abello, Josefina Reyes, Claudia Cuevas, María Angélica Fonts).[21]
- Be, Sebastià, Francisca Gálvez i Lucía Abello. (2021). Usos tradicionals de la flora de Xile Volum I: Natives. Valparaíso: Planeta de Paper.